# Leucochrysa (Leucochrysa) adamsi
Leucochrysa (Leucochrysa) adamsi is een insect uit de familie van de gaasvliegen (Chrysopidae), die tot de orde netvleugeligen (Neuroptera) behoort. 
Leucochrysa (Leucochrysa) adamsi is voor het eerst wetenschappelijk beschreven door Penny in 2001.